# Fælværa
Dans la mythologie ossète, Fælværa (ossète : Фæлвæра) est le dieu du bétail, et plus particulièrement des ovins. Il est en général doux et inoffensif, il ne possède qu'un œil et est souvent en confrontation avec Tutyr, protecteur des loups. Son nom est une agglutination des saints russes Flor et Laur, protecteurs des chevaux chez les slaves orientaux. On le priait pour protéger le bétail des prédateurs et des maladies. Il avait un jour de fête en septembre, avant la tonte des moutons, et on avait l'habitude ce jour-là de lui en sacrifier un et de préparer un mets à base de fromage frais.